# Besut
Besut est un district de la Malaisie, dans l'état de Terengganu.
Sa ville principale est Kuala Besut.